# Order Avis

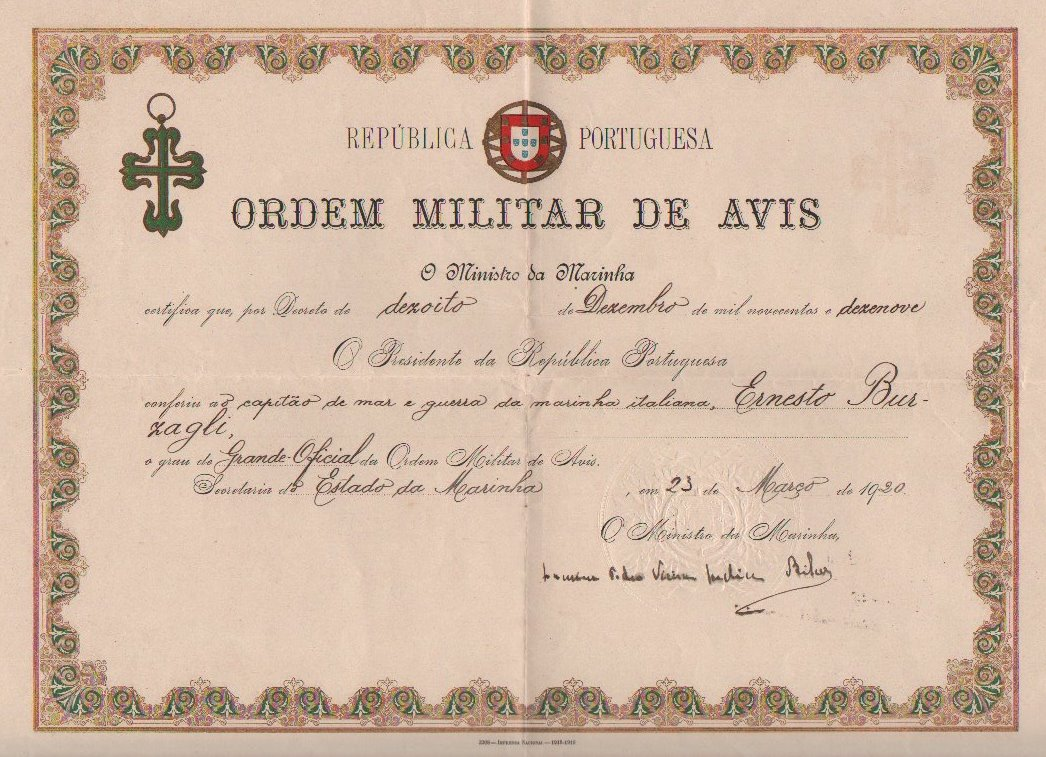
Dyplom orderowy z 1920 roku

Order Wojskowy Avis lub Aviz (port. Ordem Militar de Avis) – order o charakterze wojskowym zajmujący piąte miejsce w portugalskiej hierarchii odznaczeń państwowych. Najstarsze odznaczenie portugalskie.

## Historia

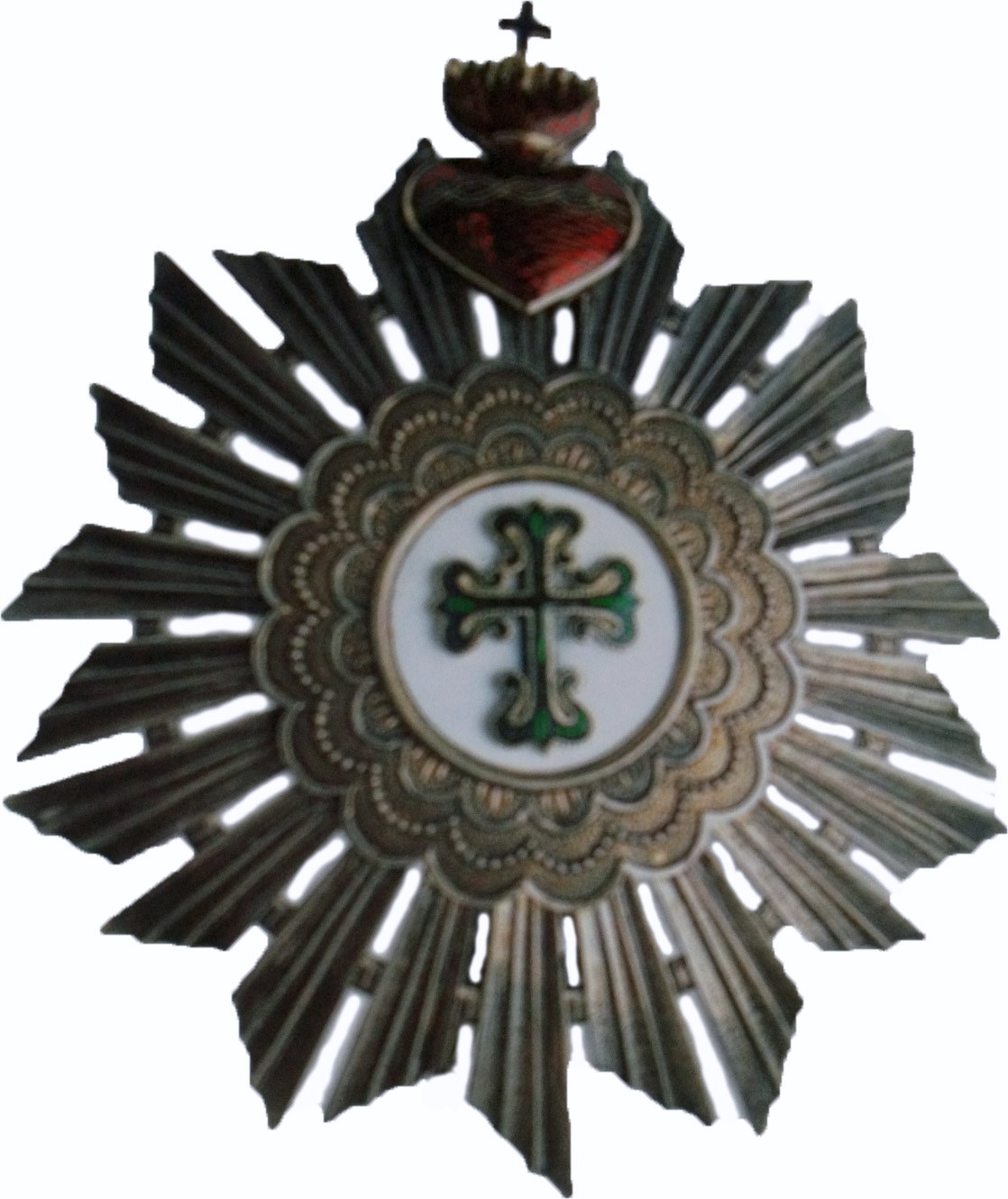
Komandorska gwiazda orderowa z czasów monarchii

Powstał w połowie XII wieku jako bractwo rycerskie, mające walczyć z iberyjskimi muzułmanami w czasie rekonkwisty, pod protektoratem pierwszego króla Portugalii Alfonsa Henryka. Zwany był początkowo zakonem braci lub rycerzy z Evory (Milícia de Évora, od nazwy ich siedziby w Évora w 1166), a po przyjęciu cysterskiej reguły Św. Benedykta w 1176 i zmianie siedziby na zamek Aviz w 1187, istniał pod nazwą Zakonu Świętego Benedykta z Aviz. W 1385 jego wielki mistrz został koronowany na króla jako Jan I, a najwyższy urząd w zakonie obsadzali odtąd książęta z królewskiego rodu, wskazani przez aktualnie panującego władcę, a od 1551 sami władcy.

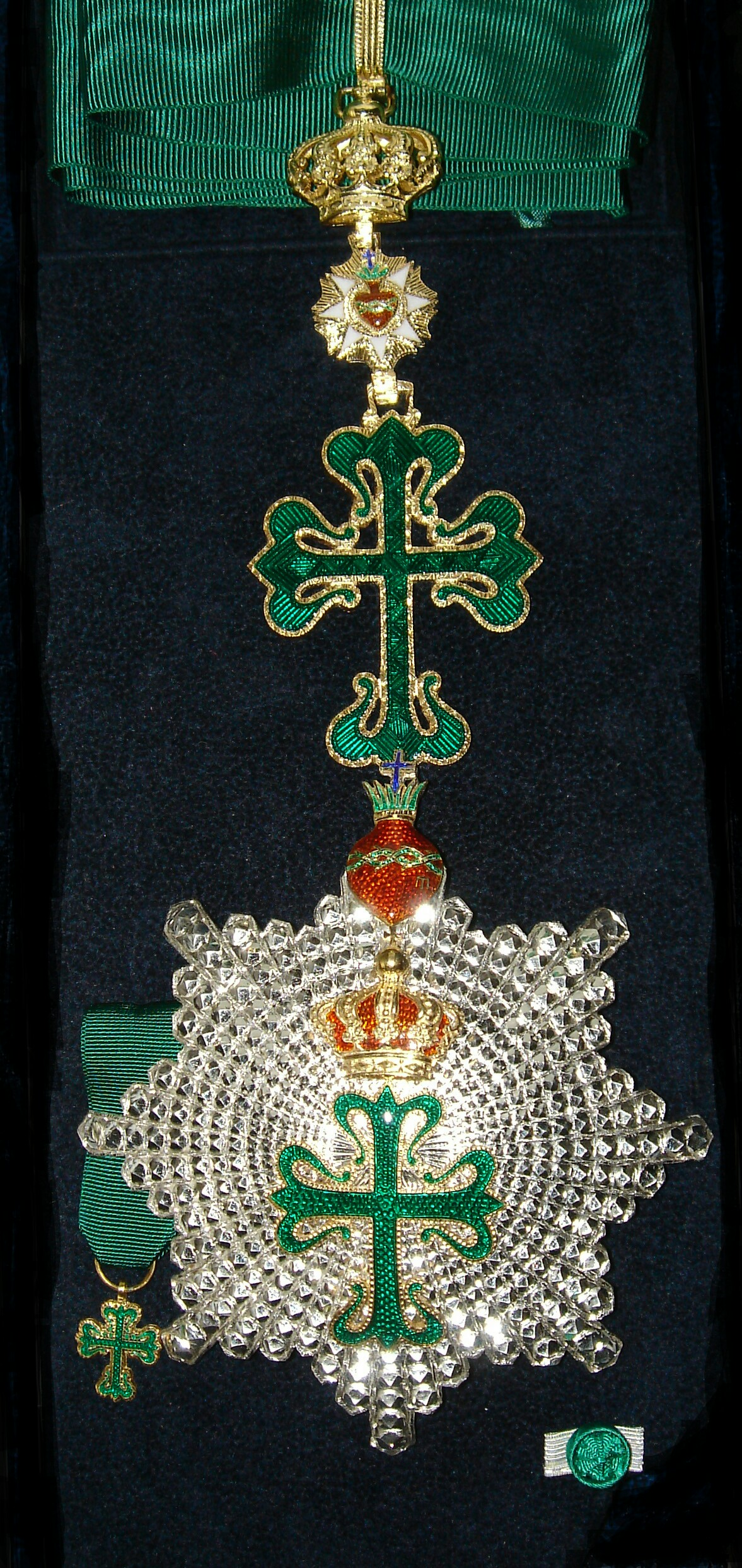
Insygnia komandorskie z czasów monarchii: wstęga z odznaką, gwiazda, miniaturka i rozetka na galoniku

W 1789 roku królowa Maria I Braganza dokonała sekularyzacji zakonu, przekształcając go w wysokie odznaczenie przyznawane za zasługi wojskowe na morzu pod nazwą Order Wojskowy Świętego Benedykta z Aviz, istniejące również jako część składowa Wstęgi Trzech Orderów oraz Wstęgi Dwóch Orderów.
Od 1843 istniała także, ustanowiona przez cesarza Brazylii Piotra II Braganzę, wersja brazylijska orderu – cesarski Order Wojskowy Świętego Benedykta z Aviz, będący jednak osobnym odznaczeniem.
Obalenie monarchii i powstanie Pierwszej Republiki Portugalskiej zniosło wszystkie ordery 15 października 1910 (utrzymano jedynie Wojskowy Order Wieży i Miecza jako jedyny order nieposiadający katolickiego charakteru). Dekretem z 1 grudnia 1918 roku przywrócono order pod zmienioną nazwą Order Wojskowy Aviz jako odznaczenie państwowe. Od tego momentu nadającym odznaczenie ustanowiono urzędującego prezydenta Portugalii, będącego ex officio (z urzędu) wielkim mistrzem wszystkich orderów portugalskich.

## Klasy orderu
Początkowo podzielony na pięć, obecnie dzieli się na sześć klas:
- klasa I – Wielki Łańcuch (Grande-Colar), klasa wprowadzona w 2021, łańcuch orderowy oraz wszystkie insygnia II klasy[12],
- klasa II – Krzyż Wielki (Grã-Cruz), wielka wstęga wieszana z prawego ramienia do lewego boku i złota gwiazda orderowa na lewą pierś,
- klasa III – Wielki Oficer (Grande-Oficial), komandoria wieszana na szyi i złota gwiazda orderowa na lewą pierś,
- klasa IV – Komandor (Comendador), komandoria wieszana na szyi i srebrna gwiazda orderowa na lewą pierś,
- klasa V – Oficer (Oficial), wstążka wieszana na lewej piersi z rozetką umieszczoną na klamrze,
- klasa VI – Kawaler/Dama (Cavaleiro/Dama), wstążka wieszana na lewej piersi na klamrze bez rozetki[11].

## Odznaczeni
Ważne osobistości odznaczone Krzyżem Wielkim:
- 1922 – Aleksander I, król jugosłowiański
- 1928 – Olaf V, król norweski
- 1941 – Getúlio Vargas, prezydent brazylijski
- 1950 – Feliks Burbon, książę luksemburski
- 1971 – João Figueiredo, prezydent brazylijski
- 1979 – Filip Mountbatten, książę brytyjski
- 1980 – Harald V, król norweski
- 1981 – Maha Vajiralongkorn, książę tajlandzki
- 1985 – Albert II, król belgijski
- 1991 – Filip Burbon, książę hiszpański
- 1992 – Henryk Montpezant, książę duński
- 1993 – Karol Windsor, książę brytyjski
- 1997 – Filip Koburg, książę belgijski
- 1998 – Muhammad VI, król marokański
- 1998 – Mulaj Raszid, książę marokański
- 2007 – Jan Karol I, król hiszpański

Odznaczeni Polacy w XX w. (lista pełna):
- 20 lutego 1931 – kpt. Wincenty Kalewski – Oficer orderu
- 20 lutego 1931 – mjr Edward Czuruk – Komandor orderu
- 20 lutego 1931 – ppłk Wojciech Fyda – Komandor orderu
- 20 lutego 1931 – kpt. Bolesław Suszyński – Oficer orderu
- 4 listopada 1932 – kpt. Zygmunt Gużewski – Oficer orderu
- 4 listopada 1932 – płk Ludomił Rayski – Komandor orderu
- 4 listopada 1932 – kpt. Wiktor Ryl – Kawaler orderu